# Sycon pedicellatum
Sycon pedicellatum är en svampdjursart som beskrevs av Kirk 1911. Sycon pedicellatum ingår i släktet Sycon och familjen Sycettidae.
Artens utbredningsområde är havet kring Nya Zeeland. Inga underarter finns listade i Catalogue of Life.